# مبارك العرف
مبارك بنيه خلف حمدان العرف من مواليد دولة الكويت في عام 1953، شارك في الانتخابات البرلمانية السادسة عشر 2012 في تاريخ الكويت، والتي أجريت في يوم 1 ديسمبر 2012، وفاز بعضوية مجلس الامة الكويتي (ديسمبر 2012) المبطل بحكم المحكمة الدستورية، عن الدائرة الرابعة بعدد أصوات (1105) وحصل علي المركز الثامن، حاصل على ليسانس الحقوق وعمل في وزارة الداخلية برتبة لواء وكان رئيس جمعية الجهراء التعاونية من 1982 - 1985.

## مواقفه في مجلس الأمة
| الكتل                                          | قبلي  |
| اللجان                                         | مستقل |
| إحالة استجواب احمد الحمود إلى التشريعية (2013) | موافق |
| المداولة الأولى لإسقاط الفوائد (2013)          | موافق |
| التصويت على مرسوم الصوت الواحد (2013)          | موافق |
| تأجيل استجواب الأذينة (2013)                   | موافق |
| قانون مكافحة الإرهاب وغسل الأموال (2013)       | موافق |